# Рєпіна Ольга Геннадіївна
Ольга Геннадіївна Рєпіна (народилася 24 липня 1963 у місті Дніпропетровськ, зараз Дніпро) — українська письменниця і дослідниця дитячої літератури.

## Життєпис
Освіту здобула у Дніпропетровському гірничому інституті (спеціальність «Геофізик»), Дніпропетровському національному університеті (спеціальність «Психологія»).
Працювала геофізиком у геофізичній експедиції, журналістом-фрілансером у газетах міста, психологом у середній школі, старшим викладачем кафедри філософії Національного гірничого університету, старшим викладачем та заступником декана факультету психології ДНУ, директором Центру дистанційної освіти ДНУ при АПН України, психологом у реабілітаційному центрі для дітей з інтелектуальною недостатністю. Зараз веде психологічні консультації у кліниці.
Має 77 наукових публікацій, у тому числі посібники та підручники (тематика: психологія здоров'я, юридична та кримінальна психологія, психологічна експертиза, літературознавство).

## Творчість
Пише українською та російською мовою. 
Жанри — казки та історії для дітей молодшого, шкільного молодшого та шкільного середнього віку, повісті, романи, критичні статті з психології творчості.
Автор художніх книг:
- «Матадор» (2014),
- рос. «Приключения Васи Волгина и его друзей» (2014),
- рос. «Милая Элен из Бриджсвила» (2014),
- «Діткам на дрімки» (2014),
- «Наш засіб Макропулоса» (2015),
- «Трихи та мнихи» (2016),
- англ. «Ayyad Alnimer: The Colored Bridge over the Divide» (2016),
- «Світло не в моєму вікні» (2017),
- роману «Убити Антиципатора» у співавторстві із Еліною Заржицькою (альманах сучасної української літератури «Нова проза», 2017; Луцьк, ПВД «Твердиня», 2018),
- «Люба Елен із Бріджсвіла» (2017),
- рос. «Не возвращайтесь» (2017).
- «Убити Антиципатора» (2018) (.у співавторстві з Еліною Заржицькою)

Автор навчального посібника «Віковий розвиток у казковому ландшафті» (співавтор Л. М. Самошкіна) (2007).
Співавтор збірників «Книжкова веселка: Дитячі письменники рідного краю» (2009, Дніпропетровськ), «Скіфія-2012-Осінь» (2012), «Скіфія-2012-Зима» (2012), «Форум» (2012), «Антологія сучасної новелістики та лірики України» (Канів), «Скіфія-2013-Весна» (2013), «Склянка часу Zeitglas» № 65 (2013), «Рудик» (2015), альманаху письменників Придніпровʹя «Степова Еллада» (2016, 2017), альманаху сучасної української літератури «Нова проза» (2017).
Співавтор аудіокниги «Письменники Дніпропетровщини — шкільним бібліотекам» (2012, Дніпропетровськ), екологічної читанки «Наш кращий друг — природа» (2013, Дніпропетровськ).
Друкувалася у часописах «Бористен», «Стожари», «Zeitglas».
Автор та розробник радіопроекту «Міфи підліткового віку» (протягом 2013 року запис здійснювався на обласному радіо Дніпропетровської обласної державної телерадіокомпанії у рамках радіопрограми «Шкільний автобус» під керівництвом Євгенії Ляхової).

## Громадська діяльність
- Член Національної Спілки письменників України (з 2016), член секції літератури для дітей та юнацтва «Джерело» при ДОО Національної спілки письменників України
- Член Національної Спілки журналістів України (з 2014).
- Член Всеукраїнського Центру дослідження літератури для дітей та юнацтва (з 2013).
- Член журі Всеукраїнської літературної премії для молоді ім. Олександри Кравченко (Девіль) (2013), обласного літературного конкурсу «Молода муза-2013», Всеукраїнського літературного конкурсу «Чудове місто над Дніпром» (2015), «Літературна надія Дніпра» (2015), «Літературна надія Дніпра» (2017).
- Керівник волонтерського проекту психологічної допомоги внутрішньо переміщеним особам «Соняшник» на базі Центральної міської бібліотеки м. Дніпропетровська (березень — жовтень 2015),
- Експерт у громадських фондах з психології розвитку та здоров'я,
- Засновник Благодійного фонду «UKRAINIAN  MODERN  ART LAB»,
- Засновник та голова журі Всеукраїнського літературного конкурсу прозових україномовних видань «DNIPRO-BOOK-FEST» (2018, 2019, 2020).

## Відзнаки
- Дипломант Всеукраїнського конкурсу на найкращу журналістську роботу на тему ВІЛ-СНІД (2015).
- Переможець конкурсу імені Олеся Гончара на кращу публікацію у журналі «Бористен» за цикл літературознавчих рецензій (2015).
- Лауреат Всеукраїнської літературної премії ім. О. Кравченко (2016) за книгу «Наш засіб Макропулоса».
- Лауреат VI Всеукраїнського літературного конкурсу ім. В. Дроцика в номінації «Дитяча книга» за книгу «Діткам на дрімки» (2016).
- Лауреат у номінації «Проза» патріотичного літературного конкурсу Придніпровʹя (2016, 2017).
- Лауреат премії ім. Валеріана Підмогильного за повість «Світло не в моєму вікні» (2017).
- Лауреат Міжнародної літературної премії «Сад божественних пісень» ім. Г. Сковороди за повість «Світло не в моєму вікні» (2018).
- 2 місце Корнейчуковської премії за повість «Розовые слоны в чужих глазах не отражаются» (рос.) у номінації «Проза для дітей старшого шкільного віку та юнацтва. Українські автори» (2018).
- Відзнака Конкурсу «Коронація слова» — «Вибір видавця» за роман у співавторстві з Еліною Заржицькою «Убити Антиципатора» (2018).
- Міжнародна медаль Івана Мазепи за організацію літконкурсу «DNIPRO-BOOK-FEST» (2020).
- Відзнака  Конкурсу «Коронація слова» – спеціальна номінація «За найкращу рецензію» (2020).